# Whist
Pour l’article homonyme, voir Whist à la couleur.
Ne doit pas être confondu avec Ascenseur (jeu de cartes).
Le whist est un jeu de cartes à levées pour les levées, avec atout, sans enchères, d'origine anglaise. Le whist original a connu son heure de gloire aux XVIIIe siècle et XIXe siècle. Le nom whist vient d'une interjection anglaise appelant au silence.
De nombreuses variantes sont apparues dès la fin du XVIIIe siècle, telle le boston, qui consistait à introduire un système de contrat à enchères pour qu'un — voire deux en association — joueur s'engage à gagner un coup en ayant la possibilité — ou non selon la variante — de choisir la couleur d'atout. Ces variantes, modifiant souvent de manière importante le jeu du whist, ont porté des noms différents comme le boston ou le maryland. Le boston a pour sa part connu ses propres variantes. 
Mais les variantes les plus importantes sont : le whist cayenne, très populaire dans les pays de langue allemande au XIXe siècle, le « mort », whist à trois (avec un mort, comme au bridge), très aimé des joueurs français, et le whist-préférence (ou yeralash), qui se répand en Russie à partir des années 1840. C’est de la combinaison de ces trois variantes, et surtout du whist-préférence russe, qu’est né le bridge à la fin du XIXe siècle.
Au XVIIIe siècle, on écrit indifféremment « wisk », « whisck », « wist » ou « whist », cf les Liaisons dangereuses de Laclos, voire « wisth » ou « wisch » !
Une variante du boston, appelée whist à la couleur, reste très populaire en Belgique.

## Histoire
Le whist est apparu en Angleterre au début du XVIIe siècle. Sa première occurrence date de 1621 et se trouve dans le poème de John Taylor, « the Water Poet », Taylors Motto. Et habeo, et careo, et curo, où un vers énumère plusieurs jeux de cartes : « …Ruffe, slam, Trump, nody, whisk ».
Cité ici et là dans quelques œuvres littéraires, le jeu est décrit pour la première fois dans le recueil The Compleat gamester, attribué à Charles Cotton, publié à Londres en 1674. Mais la description est des plus courtes :
« English Ruff and Honours (alias Slamm) & Whist are games so commonly known in England in all parts thereof , that every child almost of eight years old hath a competent knowledge in that recreation. »
Cotton précise que le jeu se joue alors avec 48 cartes, sans les deux. Il suffisait de 9 points pour gagner.
Vers le début du XVIIIe siècle, le jeu se transforme, les 52 cartes sont désormais distribuées intégralement, et les points à faire passent à 10. C’est le whist « classique », qui va connaître une expansion remarquable au cours du XVIIIe siècle, notamment avec la publication, en 1742, du Short treatise on the game of whist d’Edmond Hoyle (1672 ou 1679-1769), qui sera ensuite réédité un grand nombre de fois (y compris longtemps après la mort de l’auteur) et traduit dans plusieurs langues, dont le français (1751), le portugais (1753) et l’allemand (1754).
Le baron Victor (de) Vautré (Général de brigade) est l'auteur d'un traité intitulé : Génie du whist méconnu jusqu'à présent, quoique joué avec une espèce de fureur par toute l'Europe, avec ses explications et des maximes certaines pour gagner, Paris, 1839 (et plusieurs rééditions).

## Règles du jeu
Le whist original se joue à quatre joueurs, en deux équipes croisées de deux joueurs, avec un jeu de 52 cartes, dont l'ordre décroissant dans chaque couleur est : as, roi, dame, valet, 10, 9, 8, 7, 6, 5, 4, 3, 2.
Le whist étant d'origine anglaise, la distribution des cartes et le jeu de la carte se font dans le sens horaire — ceci est contraire à la tradition française.
Le donneur distribue 13 cartes à chacun, une par une, retournant la dernière, qui lui appartient. La couleur de cette carte retournée est celle de l'atout pour ce coup. Pour la première levée du coup, le premier à jouer est le joueur placé à gauche du donneur, et pour les levées suivantes, c'est celui qui a fait la dernière levée.
Le jeu de la carte est simple, consistant à fournir obligatoirement de la couleur demandée, et dans le cas où un joueur n'en a pas en main, il peut jouer la carte qu'il veut sans être obligé de couper. On n'est jamais obligé de monter en jouant une carte plus forte en quelque couleur que ce soit, y compris en atout.
Celui des quatre joueurs qui a joué le plus fort atout ou, à défaut d'atout, celui qui a joué la plus forte carte de la couleur demandée, fait la levée. Les levées sont conservées pliées devant un seul des deux joueurs de chaque équipe. Les plis ainsi constitués sont placés les uns sur les autres à demi croisés, afin que chacun puisse aisément les compter.

## Décompte des points

### Levées
Chaque levée au-dessus de la sixième compte pour 1 point, les six premières ne comptent pas. Sur un coup, une équipe doit donc faire au moins sept levées pour comptabiliser des points. Le maximum de points de levées qui peut être fait sur un coup est égal à 7. Lorsqu'une équipe parvient à faire les treize levées, on dit qu'elle a fait le chelem (francisation du mot anglais slam).

### Honneurs
Les quatre plus hauts atouts — as, roi, dame, valet — sont appelés les honneurs. Si une équipe, durant un coup, a joué trois des quatre honneurs, elle gagne 2 points ; elle en gagne 4, si elle a joué les quatre.

## Durée du jeu
Le whist se joue à la base en une partie liée, nommée robre — francisation du mot anglais « rubber ». Une robre consiste en deux manches de 10 points, gagnées par la même équipe. Si une équipe gagne les deux premières manches, elle gagne la robre, sinon on joue une troisième manche — appelée belle en français — pour départager les deux équipes. Une partie de whist se joue par convention entre les joueurs en une ou plusieurs robres.

## Gains

### Gains d'une manche
Une manche est terminée lorsqu'une équipe a atteint, ou dépassé, 10 points par les levées et les honneurs. Cependant, les points d'honneurs comptent après ceux des levées, de sorte que si les deux équipes atteignent simultanément les 10 points, c'est celle qui a compté les points de levées qui gagne la manche.
Il existe une exception à la priorité des points de levée : lorsqu'une équipe, au début d'un coup, a totalisé exactement 8 points, le joueur de cette équipe qui a en main trois honneurs, en fait valoir immédiatement les 2 points, et l'équipe gagne la manche sans avoir à jouer le coup ; si dans le même cas de figure, un des joueurs de l'équipe n'a que deux honneurs en main, il peut, à son tour de jouer, demander à son partenaire s'il en possède un troisième — cela s'appelle chanter, ou appeler — et si celui-ci lui répond affirmativement, les deux joueurs montrent leurs trois honneurs et marquent ainsi 2 points qui leur donnent le gain de la manche. Si personne n'a voulu chanter, les éventuels honneurs, à la fin du coup, se compteront après les levées.
Une équipe qui gagne une manche alors que l'autre a totalisé au moins 5 points, marque 1 point de manche ; si l'équipe perdante a totalisé de 1 à 4 points, l'équipe gagnante marque 2 points de manches ; si l'équipe perdante n'a compté aucun point, l'équipe gagnante marque 3 points de manche.

### Gains du robre, récapitulation des gains, paiements
L'équipe qui gagne un robre, marque généralement 2 points de robre — cela dépend des conventions entre joueurs.
À la fin d'un robre, on totalise, pour chaque équipe, les points de manches et ceux du robre, et l'équipe qui a le plus grand total l'emporte sur l'autre, de la différence de points entre les deux équipes.
Lorsque le whist était joué pour de l'argent, les joueurs convenaient, avant d'entamer un robre, de la valeur monétaire à attribuer au point. À la fin d'un robre, chaque joueur de l'équipe gagnante se faisait payer par le joueur placé à sa gauche une somme d'argent égale à la différence de points entre les deux équipes multipliée par la valeur monétaire du point.

## Dans la littérature
- Dans La Comédie de notre temps[5], Bertall a dépeint « une partie de whist, ou la manière de passer agréablement la soirée, sans trop se fâcher ». Ses dialogues rappellent ceux des comédies et proverbes de Musset et ses dessins évoquent avec humour les mœurs de la bourgeoisie des années 1870.
- Au début du Double Assassinat dans la rue Morgue, Edgar Allan Poe fait l'éloge du whist. Le poète et essayiste américain y défend la thèse selon laquelle le whist, davantage que le jeu d'échecs, développe les facultés d'analyse. Cependant, il fait aussi, dans cette même nouvelle, l'éloge du jeu de dames contre les échecs.
- Jules Barbey d'Aurevilly fait de ce jeu le prétexte à une de ses Diaboliques : Le Dessous de cartes d'une partie de whist.
- Dans Le Tour du monde en quatre-vingts jours, de Jules Verne, Phileas Fogg (le personnage principal) joue au whist durant plusieurs étapes du voyage.
- Dans la saga maritime de l'auteur britannique C. S. Forester, le héros Horatio Hornblower est un excellent joueur de whist, au point qu'il parvient à en vivre alors qu'il est sans affectation. Il est à noter que ce jeu est sans doute la seule activité susceptible de le passionner suffisamment pour lui faire oublier les tourments intérieurs qui l'occupent ordinairement.
- Dans La Cousine Bette d'Honoré de Balzac, il est à plusieurs reprises fait mention de ce jeu comme passe-temps sérieux des protagonistes lors de dîners mondains.
- Dans Les Âmes mortes de Nicolas Gogol, le personnage Tchitchikov dispute plusieurs parties de whist avec les différentes autorités du village.
- Dans Les Liaisons dangereuses de Choderlos de Laclos, le vicomte de Valmont y fait allusion sous le nom de wisk dans la lettre IV : « Heureusement il faut être quatre pour jouer au Wisk ». Il utilise le prétexte du jeu pour rester près de la femme qu'il veut séduire, la Présidente de Tourvel.
- Le whist est souvent référencé dans le roman de Mikhaïl Lermontov, La Princesse Ligovskoï.
- Le whist était le jeu préféré du philosophe David Hume (lettre d'Adam Smith à William Strahan).
- Dans La Mort d'Ivan Ilitch de Léon Tolstoï, Ivan et ses amis ont pour habitude de jouer au whist régulièrement.
- Dans Madame Bovary de Gustave Flaubert, le whist est mentionné dans le bal de Vaubyessard par le prisme de l'incompréhension de celui-ci par Charles Bovary.
- Dans le Comte de Monte Cristo d'Alexandre Dumas père, le procureur du roi joue au whist et on a alors soin de lui choisir des adversaires dignes de lui.
- Le whist dans un conte de Villiers de L'Isle-Adam : Un singulier chelem !
- Le whist dans la série Outlander saison 5 épisode 6. Jaimie Fraser joue avec Wylie pour tenter de retrouver le violeur de sa fille.